# Taxillus tomentosus
Taxillus tomentosus är en tvåhjärtbladig växtart som först beskrevs av Heyne och Albrecht Wilhelm Roth, och fick sitt nu gällande namn av Van Tiegh.. Taxillus tomentosus ingår i släktet Taxillus och familjen Loranthaceae. Inga underarter finns listade i Catalogue of Life.